# Gemechaniseerde infanterie

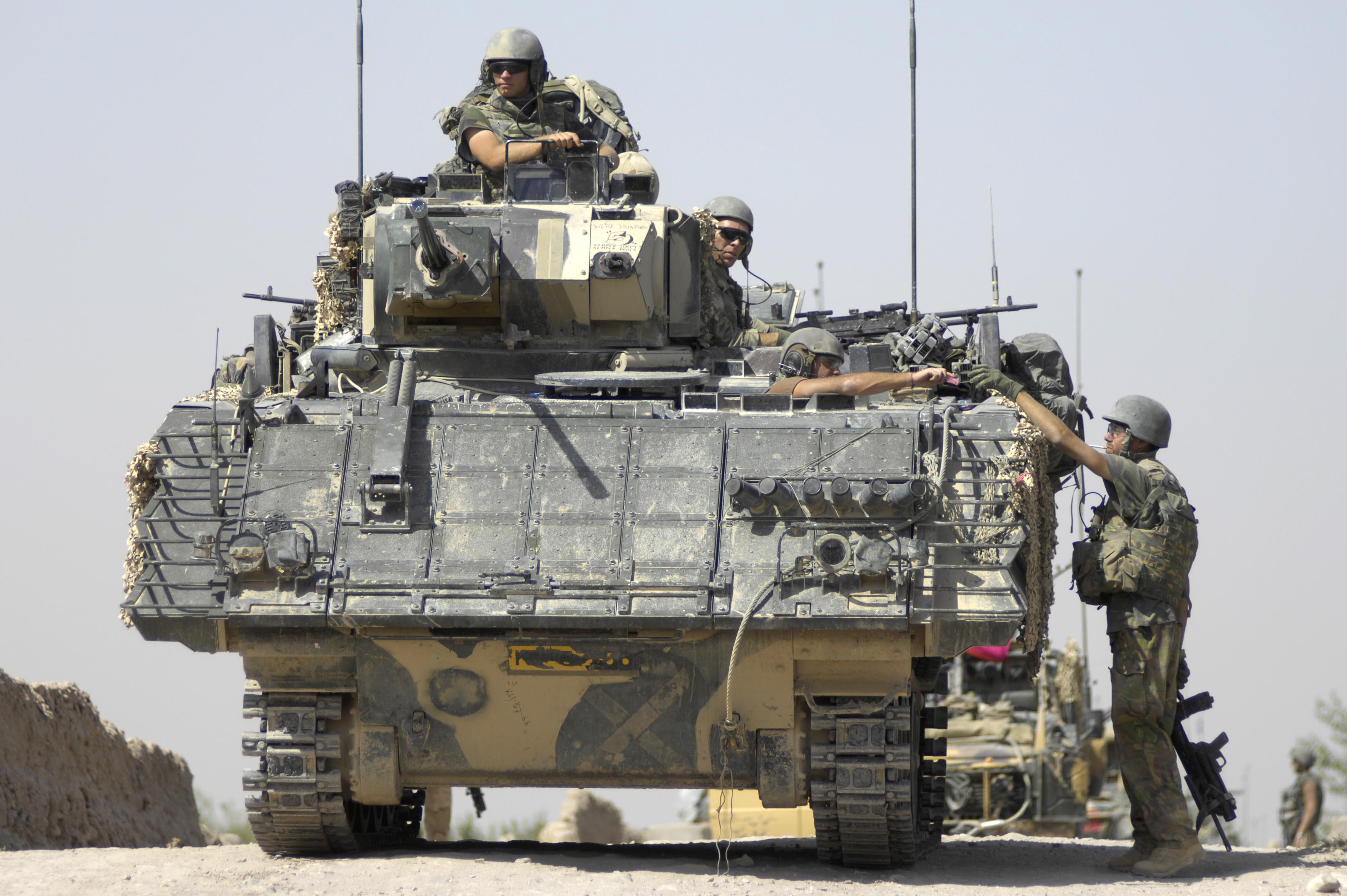
Nederlandse gemechaniseerde infanterie met een YPR-765-voertuig, Uruzgan (Afghanistan), 2008

Gemechaniseerde infanterie of pantserinfanterie is infanterie uitgerust met gevechtsvoertuigen. Deze voertuigen kunnen worden ingedeeld in twee types: armoured personnel carriers (APC's) voor troepentransport, en infanteriegevechtsvoertuigen (infantry fighting vehicles, IFV's) die ook als mobiele gevechtsbasis dienen van waaruit infanteristen de vijand onder vuur kunnen nemen.

## Kenmerken
Gemechaniseerde infanterie is het best uitgeruste en bewapende type infanterie. Anders dan gemotoriseerde infanterie, dat vrachtwagens en andere transportvoertuigen heeft om snel het front te bereiken, is gemechaniseerde infanterie uitgerust met voertuigen die ook tijdens de gevechten ingezet kunnen worden, en die niet alleen op wegen maar ook offroad kunnen rijden.
Naast gevechtsvoertuigen is gemechaniseerde infanterie ook uitgerust met artillerie en voertuigen voor transport, verkenning en andere taken. Vaak worden machinegeweren, houwitsers, snelvuurkanonnen en andere wapens direct op de gevechtsvoertuigen gemonteerd.
Het voordeel van gemechaniseerde infanterie is dat deze eenheden zich veel sneller over het slagveld kunnen voortbewegen en meer vuurkracht hebben dan lichte (reguliere) of gemotoriseerde infanterie. Ze hebben wel meer ammunitie en brandstof nodig. Ook zijn er meer mankrachten nodig om de voertuigen te bemannen, en hebben gemechaniseerde infanterie-eenheden een relatief groot aantal mechanici nodig om de voertuigen te onderhouden en repareren.
Sinds de jaren 2010 wordt er meer en meer onderscheid gemaakt tussen gemechaniseerde infanterie (uitgerust met APC's) en pantserinfanterie (uitgerust met IFV's). Dit onderscheid wordt onder meer bij het Britse en Franse leger gemaakt.

## Eenheden

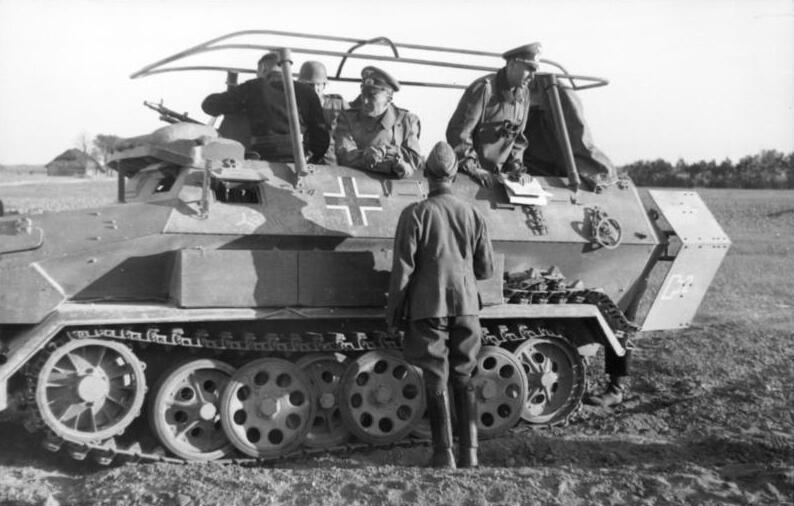
Een Sd.Kfz. 251 van de Duitse 1e Pantserdivisie met officieren en bemanning, Noord-Rusland, 1941

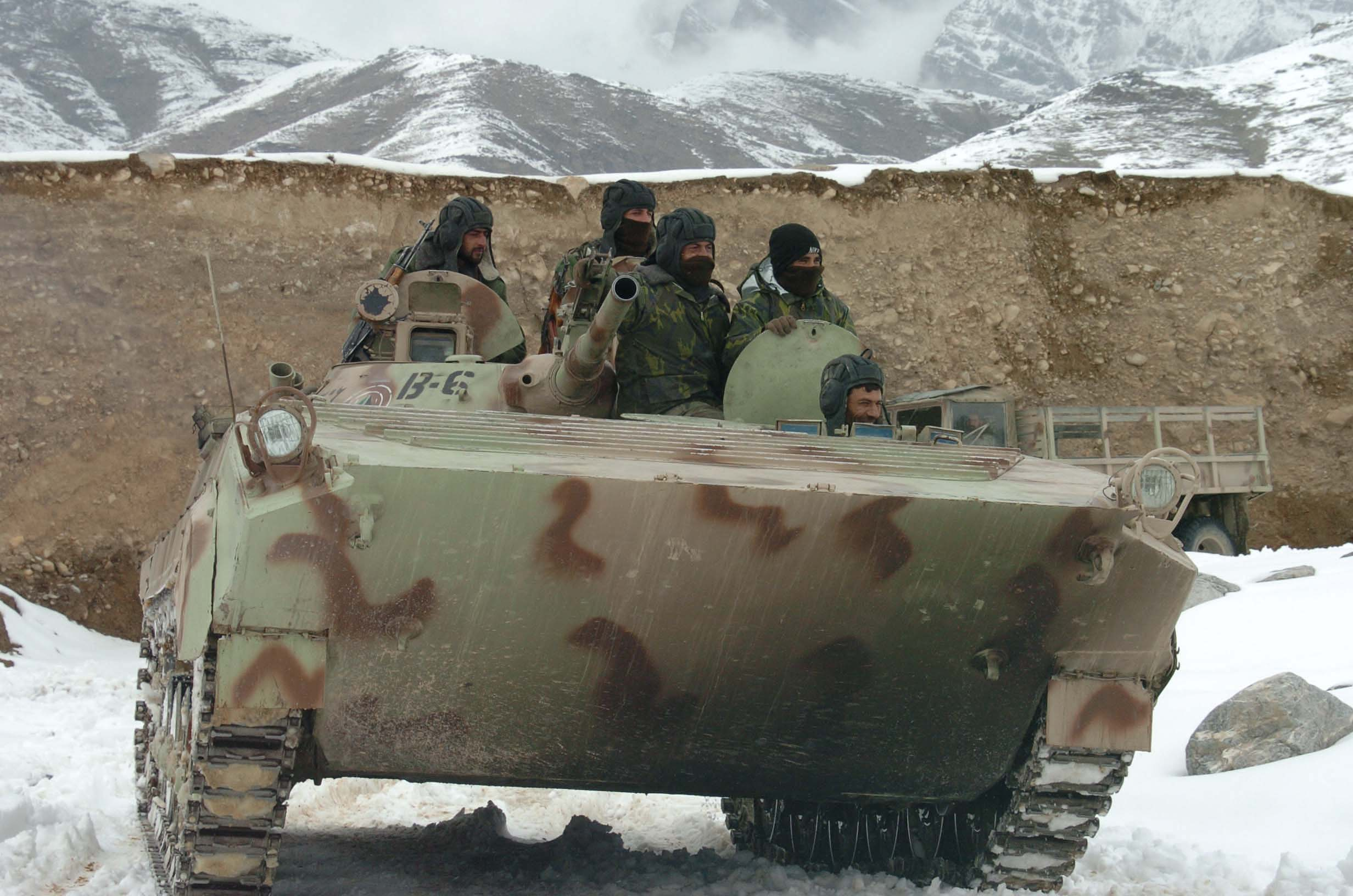
De Sovjet-Russische BMP-1, hier in gebruik door Afghaanse troepen, was de eerste echte IFV.

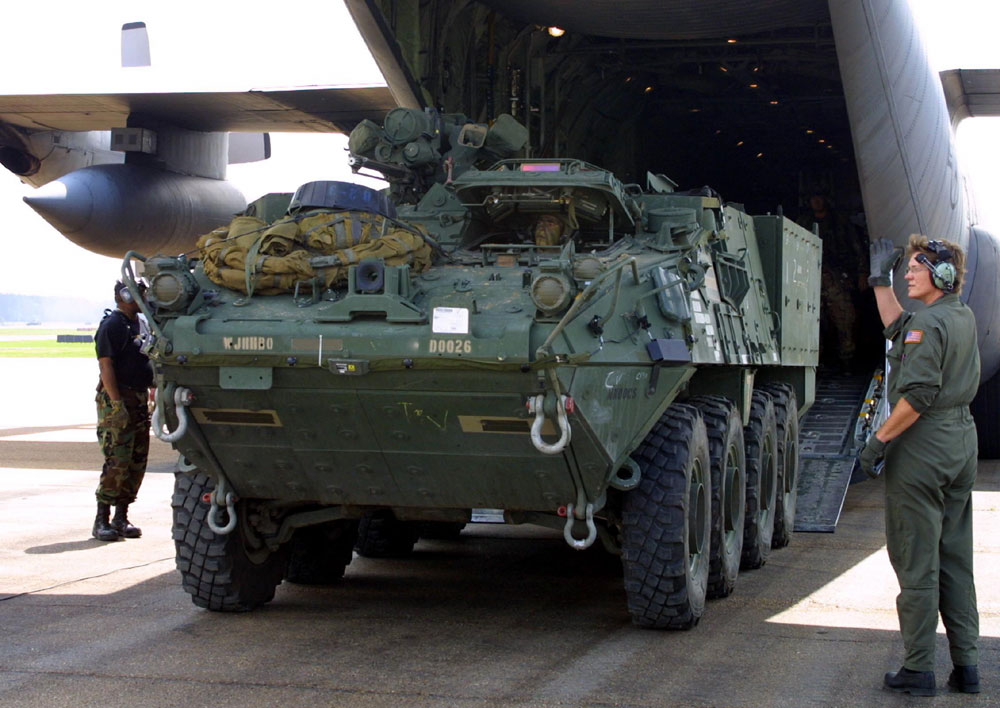
Een Amerikaanse APC van het type Stryker wordt uitgeladen uit een C-130 Hercules-transportvliegtuig

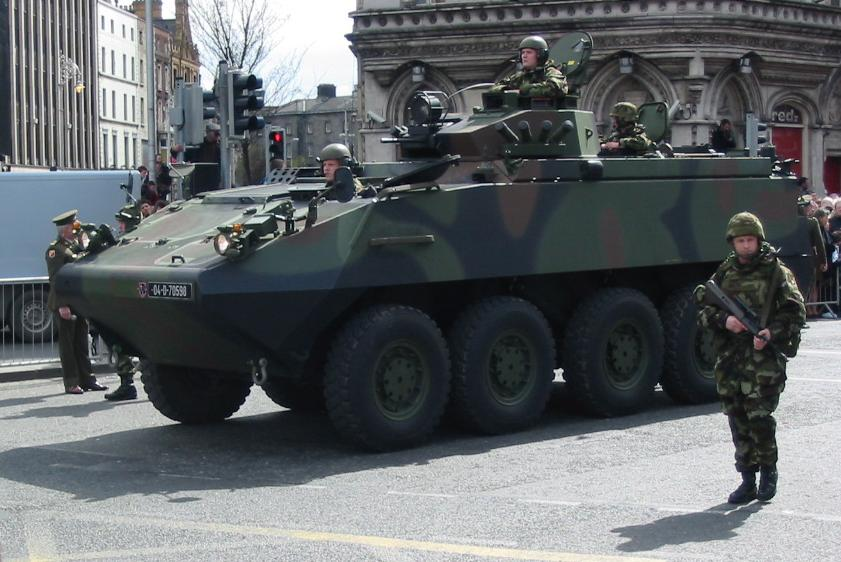
Mowag Piranha van het Ierse leger. Dit type APC is ook in gebruik door de Belgische strijdkrachten.

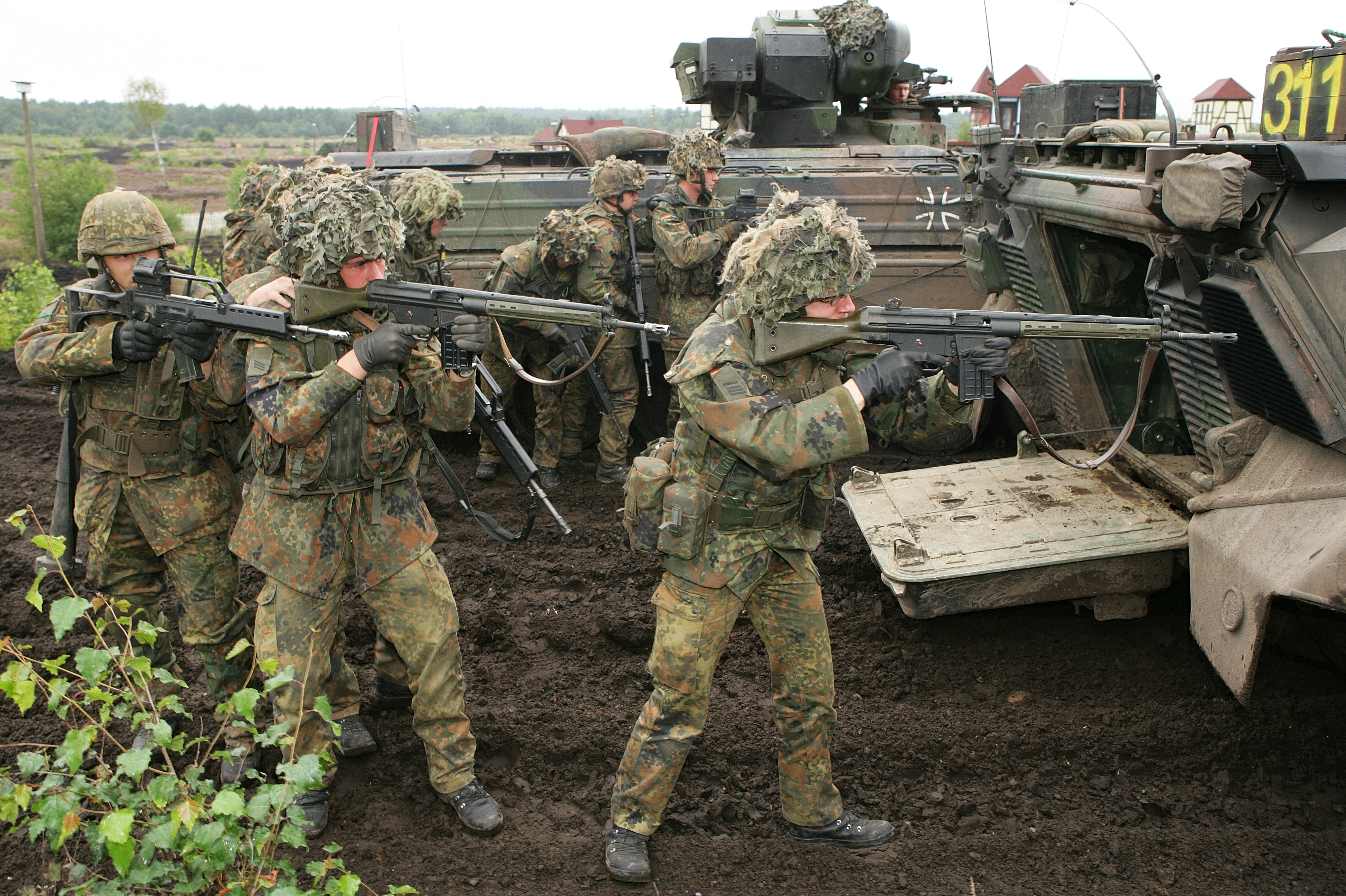
Duitse Panzergrenadiere nemen dekking achter een IFV van het type Marder tijdens een demonstratie in 2010

### Nederland
De Koninklijke Landmacht heeft twee gepantserde brigades: de 13 Lichte Brigade (13 LtBrig) en 43 Gemechaniseerde Brigade (43 MechBrig). De kern van de Mech-brigade wordt gevormd door CV9035NL-voertuigen.

### België
Bij de Belgische strijdkrachten omvatten het Regiment Bevrijding - 5 Linie en het Regiment Ardense Jagers beide een pantserinfanteriecompagnie uitgerust met AFC's van het type MOWAG Piranha IIIC, die de eerder gebruikte AIFV's vervangen.

## Geschiedenis
Tegen het einde van de Eerste Wereldoorlog werden tanks en grootschalige artilleriebombardementen ingezet om door de vijandige linies te breken, maar het offensief liep meestal na enkele kilometers al stuk omdat de infanterie uitgeput raakte en er niet snel genoeg reservetroepen en voorraden naar het front konden worden gebracht om druk op de vijand te houden. De eerste keer dat gemechaniseerde infanterie werd ingezet was waarschijnlijk tijdens de Slag bij Amiens (1918), toen groepjes soldaten met Mark V*-tanks over het slagveld werden vervoerd.
Eind jaren 1920 begon een nieuwe wapenwedloop tussen de Europese grootmachten. In 1927 formeerde het Britse leger het Experimental Mechanized Force om te experimenteren met gemechaniseerde en gepantserde eenheden. In de jaren 1930 rustten de Duitsers de infanteriecomponenten van hun nieuwe Panzer-divisies uit met gepantserde Sd.Kfz. 251-rupsbandvoertuigen. Het Franse leger vestigde Légère Méchanique (licht gemechaniseerde) divisies waarbij sommige eenheden uitgerust werden met gepantserde rupsbandvoertuigen.

### Tweede Wereldoorlog
In de Tweede Wereldoorlog gebruikten de Duitsers hun gemechaniseerde infanterie als onderdeel van de Blitzkrieg om met mobiele eenheden razendsnel vijandig gebied in te nemen. Tijdens de oorlog werden gemechaniseerde infanterie-eenheden steeds verder geïntegreerd met tanks en gemechaniseerd geschut. Amerikaanse pantserdivisies bijvoorbeeld bestonden uit zowel tank- als gemechaniseerde infanterie-eenheden.
De Panzerschützen-infanteriecomponenten van de Duitse Pantzer-divisies ontwikkelden zich tot Panzergrenadier-regimenten; ook werden volledige Panzergrenadier-divisies opgericht. De Duitsers hadden grote moeite genoeg APC's te produceren voor de gemechaniseerde infanterie; hierdoor was een groot deel van de Panzergrenadiers feitelijk gemotoriseerde infanterie.
Het Rode Leger van de Sovjet-Unie richtte ook zogenaamde gemechaniseerde korpsen op, bestaande uit een tankbrigade en drie brigades gemechaniseerde infanterie. Daarnaast had het Rode Leger cavalerie-gemechaniseerde groepen bestaande uit tanks, gemechaniseerde infanterie en cavalerie te paard.

### Naoorlogse periode
Na de Tweede Wereldoorlog werd gemechaniseerde infanterie het standaard type infanterie. Het Rode Leger bijvoorbeeld converteerde al zijn infanterie-eenheden, met uitzondering van de luchtlandingstroepen, naar gemechaniseerde infanterie.
Naast de APC kwam ook het infanteriegevechtsvoertuig (infantry fighting vehicle, IFV) in gebruik. De West-Duitse Bundeswehr ontwikkelde in de jaren 1950 het eerste infanteriegevechtsvoertuig dat op grote schaal geproduceerd werd, de Schützenpanzer Lang HS.30. De eerste echte IFV was de Sovjet-Russische BMP-1, met eigenschappen van zowel een APC als een tank. De BMP-1 werd voor het eerst ingezet tijdens de Jom Kipoeroorlog (1973), door Egyptische en Syrische troepen.
Tijdens de Vietnamoorlog kwam het APC-voertuig M113 in algemeen gebruik bij het Amerikaanse leger. De M113 gaf de Amerikaanse gemechaniseerde infanterie evenveel mobiliteit als tankeenheden. Daarnaast kon de APC bescherming bieden tegen chemische, biologische en nucleaire wapens. De M113 kon ook verplaatst worden door de C-130 Hercules en andere transportvliegtuigen.
Veel moderne APC's en IFV's worden ontwikkeld om per vliegtuig of helikopter vervoerd te kunnen worden. Nieuwe technologieën maken het mogelijk om de voertuigen lichter te maken, zodat ze makkelijker via de lucht vervoerd kunnen worden. Tegelijkertijd is uit de bezetting van Irak en Afghanistan gebleken dat er behoefte is aan zwaarder bepantserde voertuigen om infanterietroepen meer bescherming te bieden tegen bijvoorbeeld bermbommen. Deze extra bepantsering maakt de voertuigen weer zwaarder.